# Jardin botanique de l'Université de Tartu
Le Jardin botanique de l'université de Tartu (estonien : Tartu Ülikooli Botaanikaaed) est un jardin botanique situé a Lai tänav 38 à Tartu en Estonie. Il dépend de l'université de Tartu.
Il a été fondé en 1803 par le professeur G. A. Germann de l'université de Tartu. Il occupe son emplacement actuel depuis 1806.
Il abrite 10 000 variétés de plantes sur 3,5 hectares et abrite une serre tropicale.

## Galerie de photographies

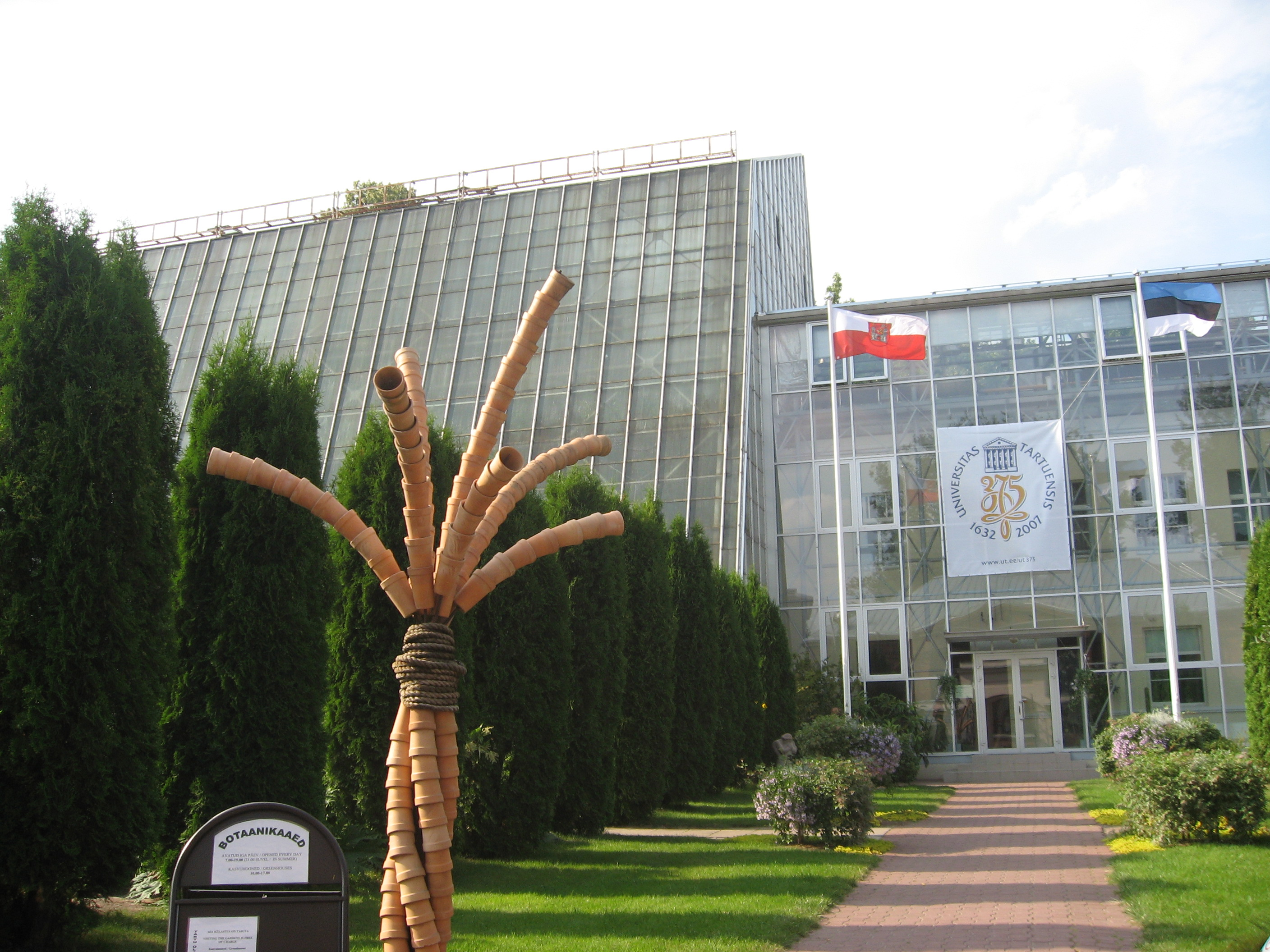
Bâtiment principal.
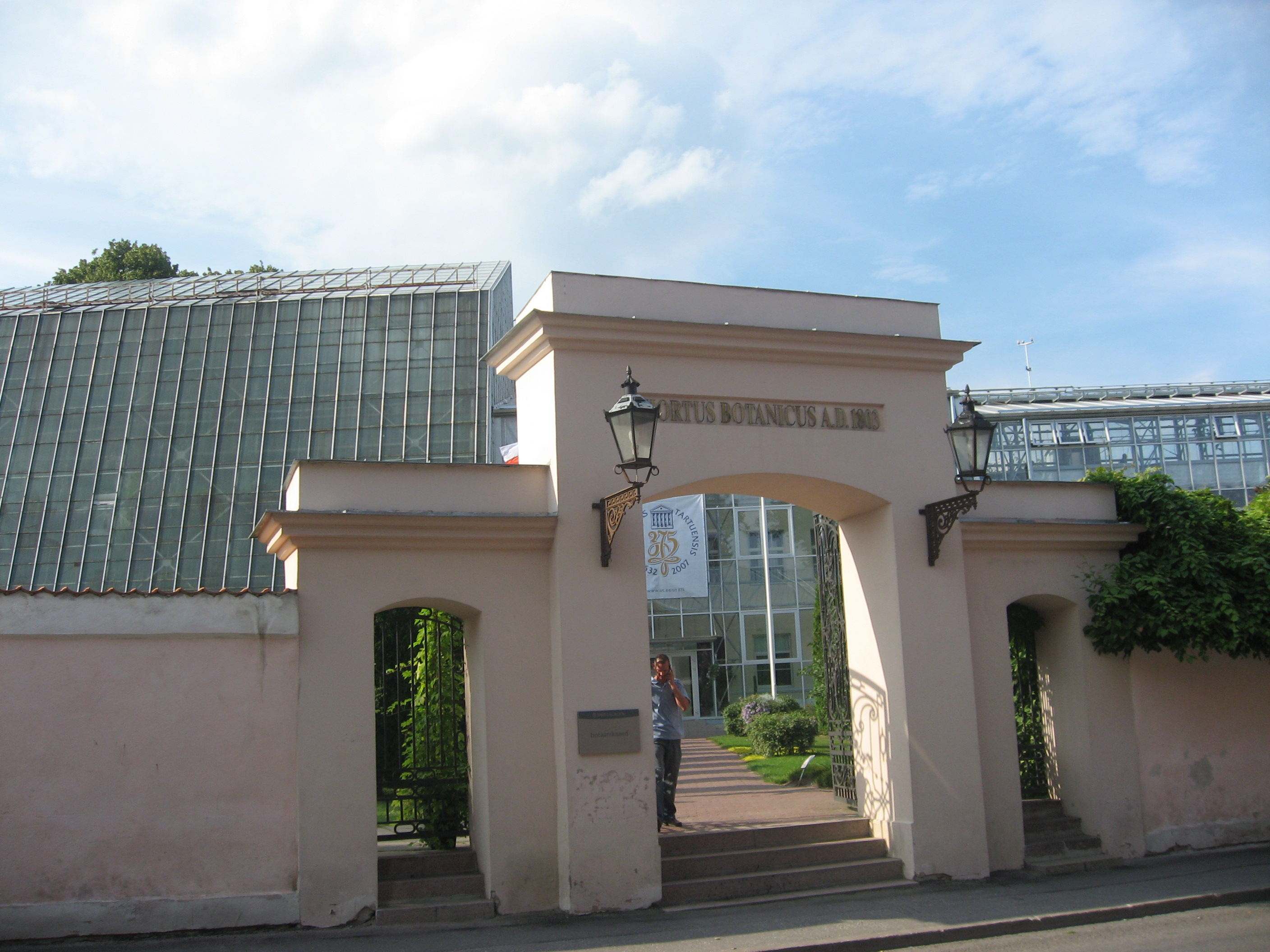
Entrée principale.
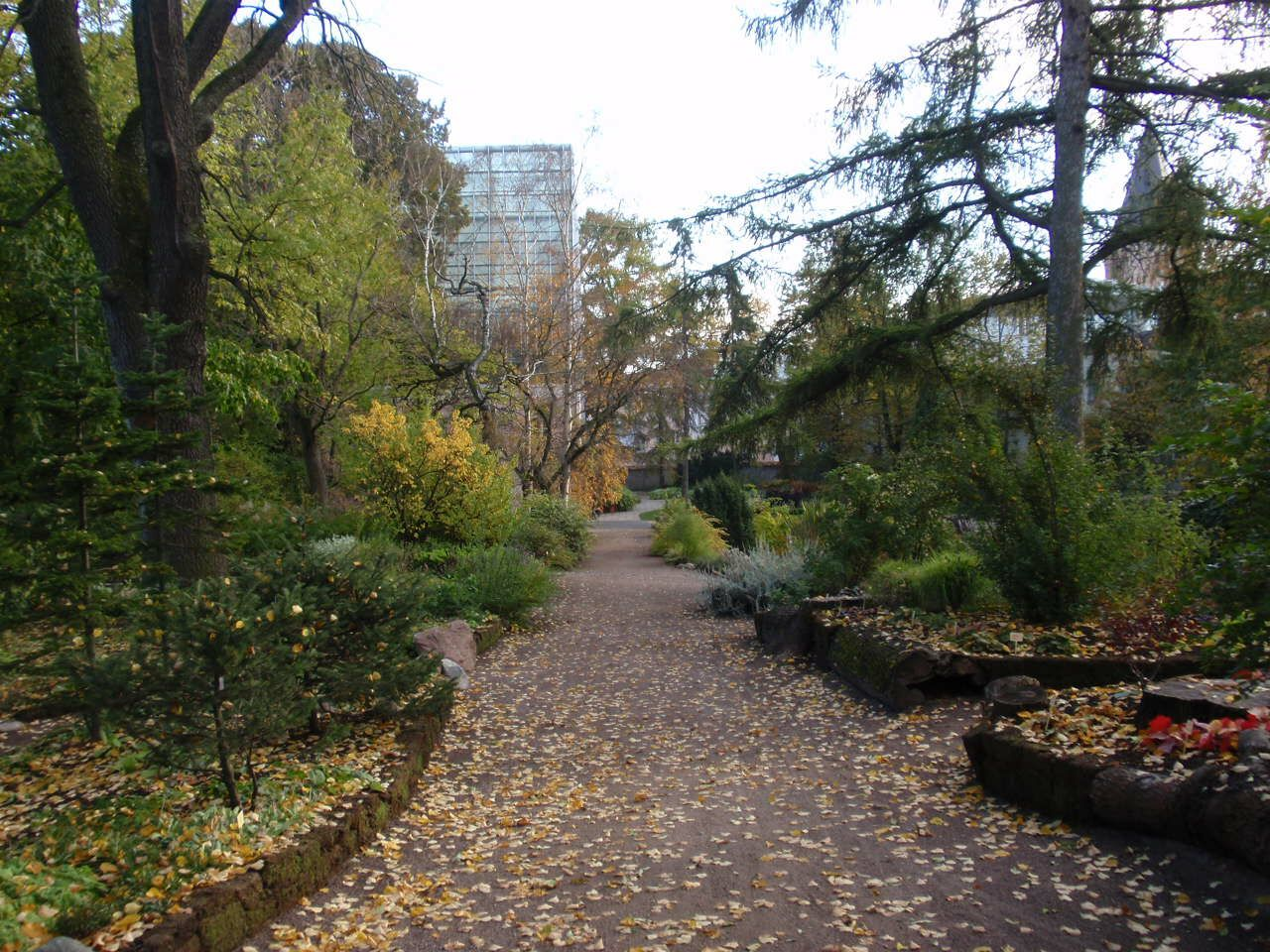
Le jardin en octobre.
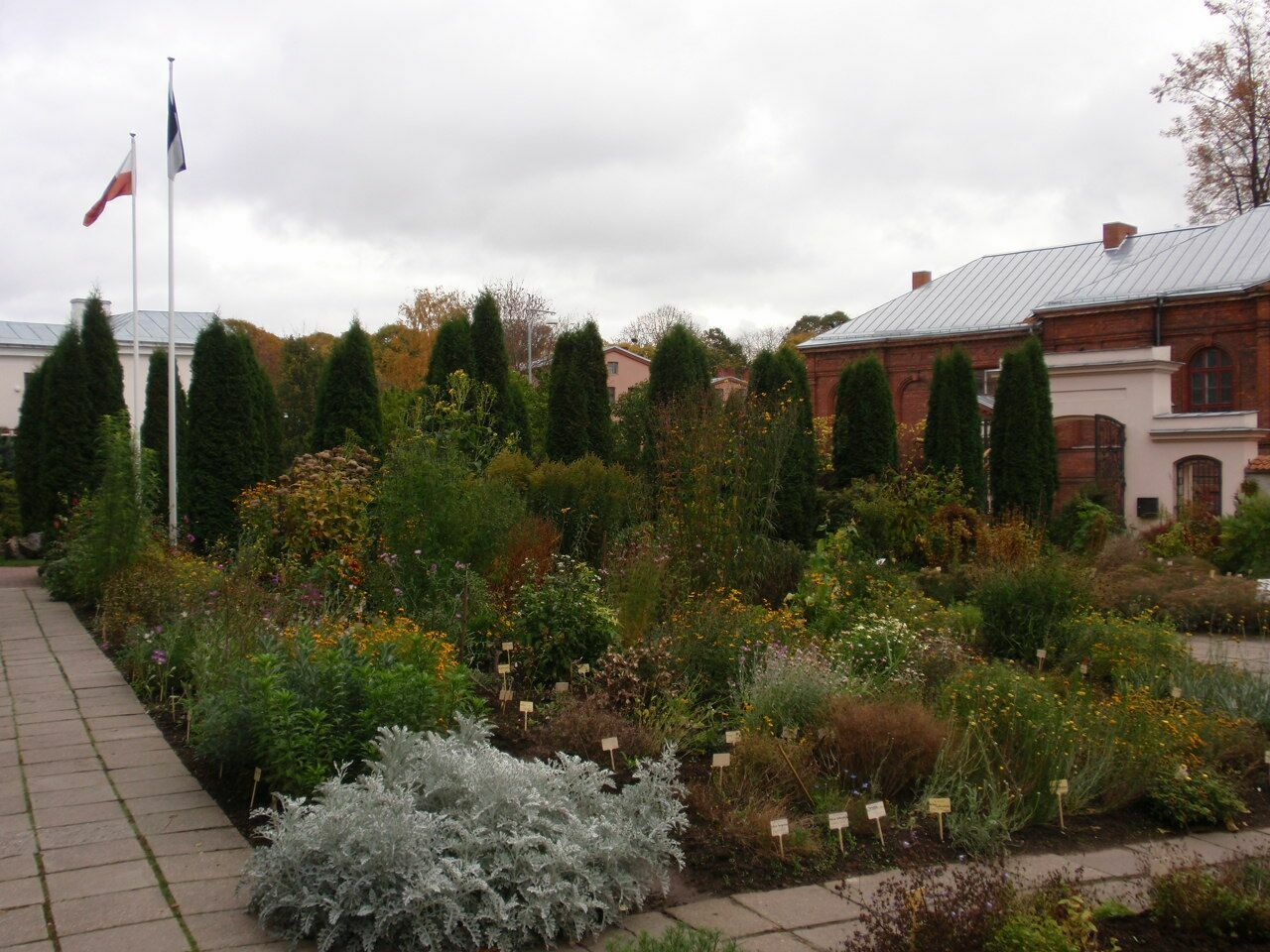
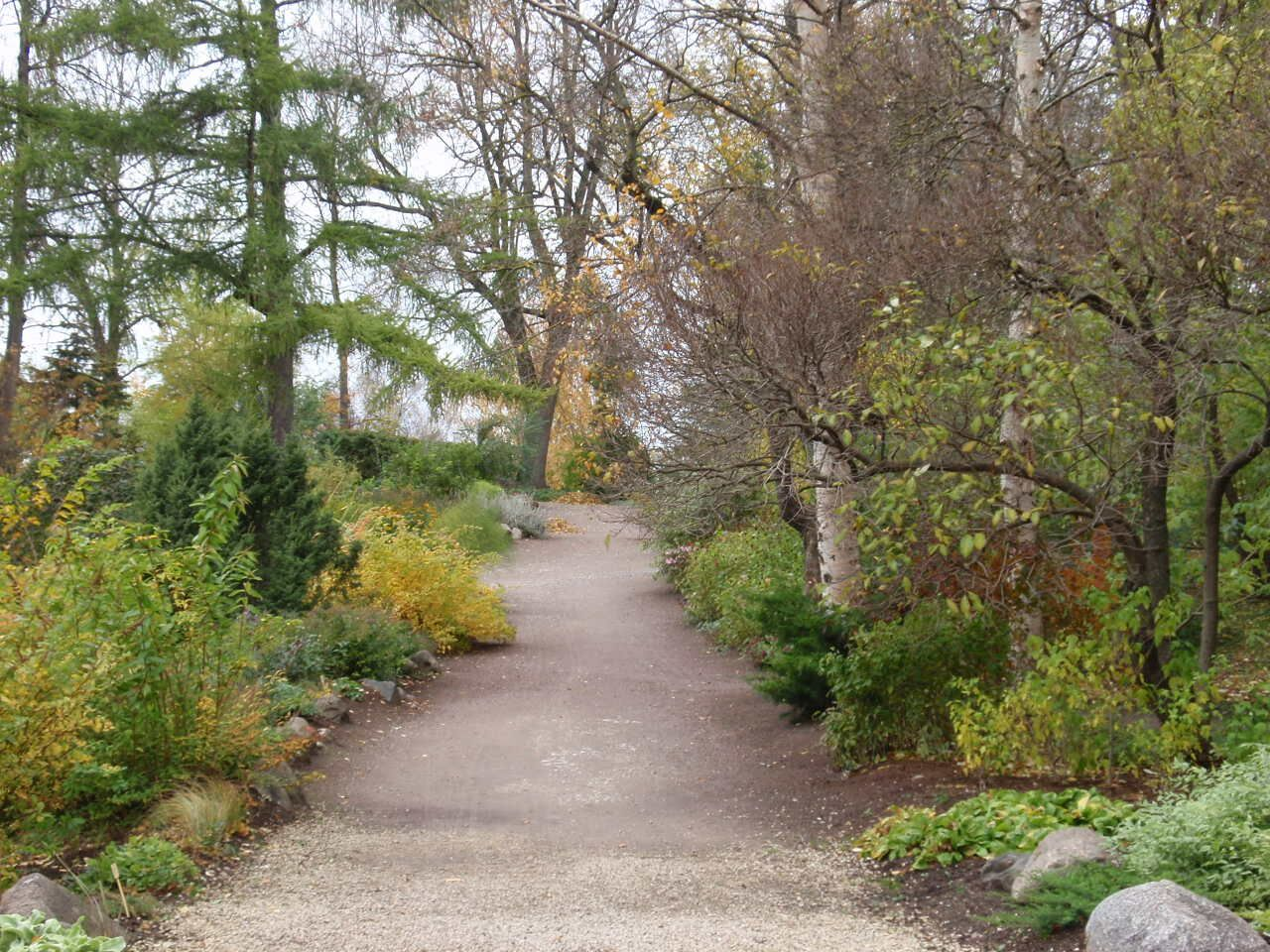
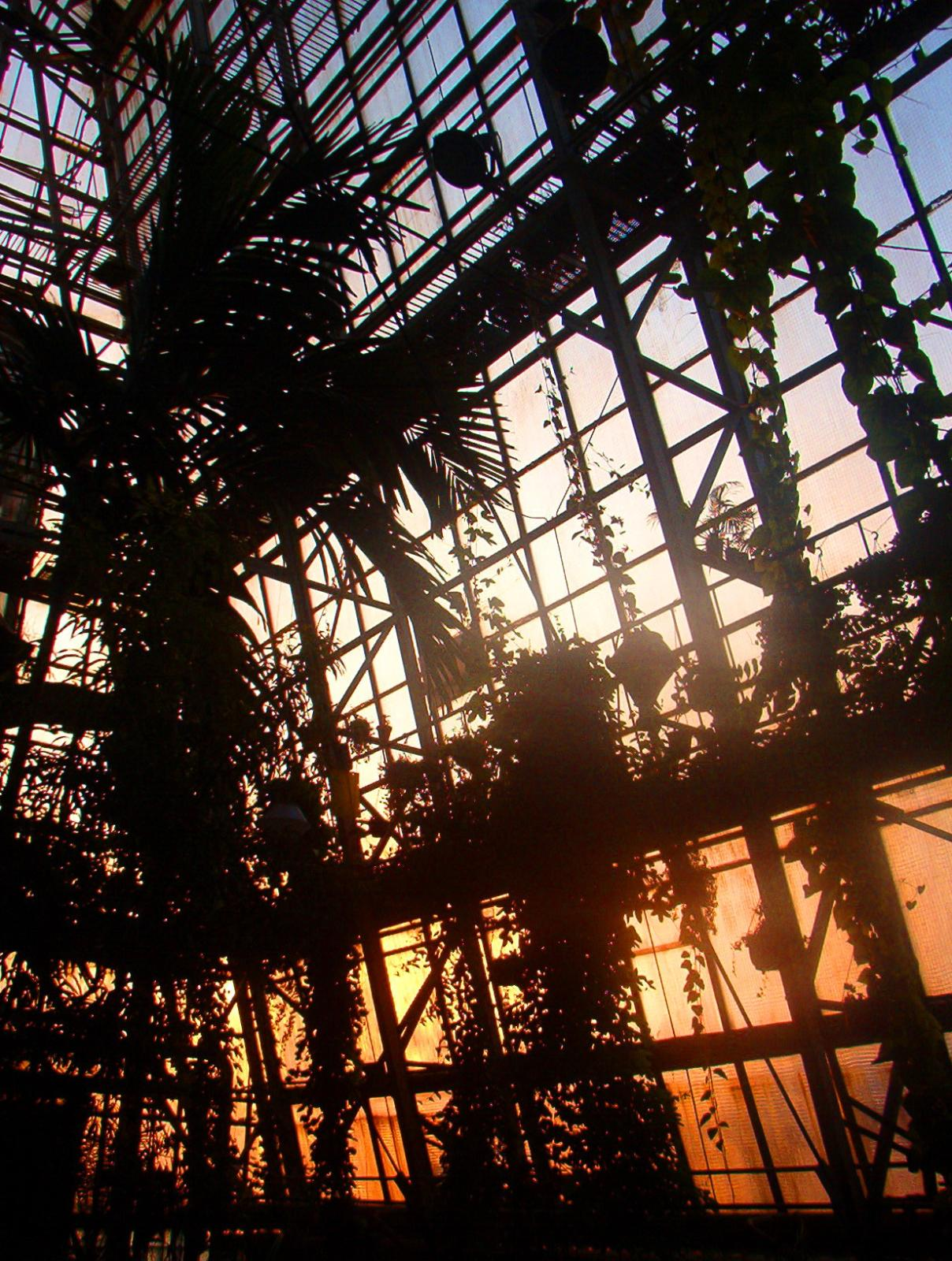
A l'intérieur de la serre tropicale.